# Fasā (kommunhuvudort i Iran)
Fasā (persiska: فسا) är en kommunhuvudort i Iran.   Den ligger i provinsen Fars, i den centrala delen av landet, 800 km söder om huvudstaden Teheran. Fasā ligger 1 366 meter över havet och antalet invånare är 98 061.
Terrängen runt Fasā är kuperad åt nordväst, men åt sydost är den platt.Runt Fasā är det ganska tätbefolkat, med 65 invånare per kvadratkilometer. Fasā är det största samhället i trakten. Trakten runt Fasā är ofruktbar med lite eller ingen växtlighet.